# Мак-Кук (округ)
Округ Мак-Кук (англ. McCook County) располагается в штате Южная Дакота, США. Официально образован в 1873 году.

## География
По данным Бюро переписи США, общая площадь округа равняется 1495 км2, из которых 1488 км2 суша и 7 км2 или 0,46 % это водоемы.

## Население
| Год  | Численность | Численность |
| ---- | ----------- | ----------- |
| 2010 | 5618        | [ 3 ] [ 4 ] |
| 2011 | 5563        | [ 5 ]       |
| 2012 | 5606        | [ 5 ]       |
| 2013 | 5654        | [ 5 ]       |
| 2015 | 5599        | [ 6 ]       |
| 2020 | 5682        | [ 2 ]       |

По данным переписи населения 2000 года в округе проживает 5 832 жителя в составе 2 204 домашних хозяйств и 1 558 семей. Плотность населения составляет 4,00 человека на км2. На территории округа насчитывается 2 383 жилых строения, при плотности застройки около 2,00-х строений на км2. Расовый состав населения: белые — 98,87 %, афроамериканцы — 0,05 %, коренные американцы (индейцы) — 0,36 %, азиаты — 0,21 %, гавайцы — 0,00 %, представители других рас — 0,15 %, представители двух или более рас — 0,36 %. Испаноязычные составляли 0,77 % населения независимо от расы.
В составе 34,10 % из общего числа домашних хозяйств проживают дети в возрасте до 18 лет, 62,10 % домашних хозяйств представляют собой супружеские пары проживающие вместе, 5,10 % домашних хозяйств представляют собой одиноких женщин без супруга, 29,30 % домашних хозяйств не имеют отношения к семьям, 26,80 % домашних хозяйств состоят из одного человека, 15,60 % домашних хозяйств состоят из престарелых (65 лет и старше), проживающих в одиночестве. Средний размер домашнего хозяйства составляет 2,58 человека, и средний размер семьи 3,15 человека.
Возрастной состав округа: 28,40 % моложе 18 лет, 6,20 % от 18 до 24, 25,50 % от 25 до 44, 20,40 % от 45 до 64 и 20,40 % от 65 и старше. Средний возраст жителя округа 39 лет. На каждые 100 женщин приходится 99,50 мужчин. На каждые 100 женщин старше 18 лет приходится 97,20 мужчин.
Средний доход на домохозяйство в округе составлял 35 396 USD, на семью — 42 609 USD. Среднестатистический заработок мужчины был 28 390 USD против 21 073 USD для женщины. Доход на душу населения составлял 16 374 USD. Около 5,50 % семей и 8,10 % общего населения находились ниже черты бедности, в том числе — 8,90 % молодежи (тех, кому ещё не исполнилось 18 лет) и 8,80 % тех, кому было уже больше 65 лет.